# Stone Longue
Stone Longue (11 dicembre 1979) è un ex calciatore francese neocaledoniano, di ruolo centrocampista.

## Carriera

### Nazionale
Ha debuttato in Nazionale il 10 luglio 2002, in Vanuatu-Nuova Caledonia (1-0). Ha partecipato, con la Nazionale, alla Coppa d'Oceania 2002. Ha collezionato in totale, con la maglia della Nazionale, una presenza.